# Heinrich Lahmann

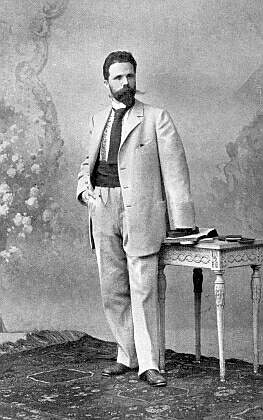
Heinrich Lahmann.

Johann Heinrich Lahmann, född 30 mars 1860 i Bremen, död 1 juni 1905 i Friedrichstal vid Radeberg, var en tysk läkare.
Lahmann studerade först till ingenjör, men övergick därefter till medicinen och blev 1885 medicine doktor i Heidelberg. Han var 1885 och 1886 praktiserande läkare i Stuttgart, 1887 överläkare vid Zimmermannska sjukhuset i Chemnitz och inrättade 1888 ett mycket besökt sanatorium, Weisser Hirsch, utanför Dresden. Han gjorde sig till målsman för ett "naturenligt levnadssätt" såväl i diet som i bad och gymnastik. Efter hans död övertogs ledningen för sanatoriet av Ernst von Düring-Pascha. Lahmann utgav flera populärvetenskapliga arbeten (åtskilliga översatta till svenska).
Lahmann gjorde sig bland annat känd för de så kallade Lahmannska underkläderna. Avsikten med dessa var att själva vävnadens maskor skulle vara så luckra, att de rymde en tillräcklig mängd luft och därigenom skydda huden mot skarpa temperaturväxlingar, något som ylledräkten, den så kallade Jägerska dräkten, inte ansågs göra eftersom ylletråden krymper under tvättningen; efter några tvättar förloras vävnadens elasticitet och dess förmåga att i maskorna innesluta luft blir mycket ringa. Ylletråden kan även uppfattas som stickande på huden hos vissa personer. 
För att undvika dessa olägenheter lät Lahmann konstruera sin vävnad av egyptisk bomull av högsta kvalitet, vilken ej krympte efter tvättning, smyger sig mjukt efter kroppen och är mycket hållbar. Den äkta Lahmannska underklädnaden tillverkades endast av Heinzelmann i Reutlingen. En mängd plagiat av skiftande kvalitet fanns (även i Sverige) i handeln.